# Paleovirologia
Paleovirologia é o estudo de vírus que existiam no passado, mas agora estão extintos. Em geral, os vírus não podem deixar para trás fósseis físicos, portanto, evidências indiretas são usadas para reconstruir o passado. Por exemplo, o vírus pode provocar o desenvolvimento de seus hospedeiros, e as assinaturas de que a evolução pode ser encontrado e interpretado nos dias de hoje. Eles podem preservar o código genético a partir de milhões de anos, daí a terminologia "fóssil", embora ninguém tenha detectado um vírus em fósseis minerais.

## Terminologia
Embora não exista um sistema formal de classificação para os elementos virais endógenos (EVE), eles são classificados de acordo com a taxonomia de sua origem viral. Acrônimos foram designados para descrever diferentes tipos de fósseis virais.
- EVE: Elemento viral endógeno
- ERV: retrovírus endógeno
- HERV: Retrovírus Endógeno Humano
- NIRV: fósseis virais originários de vírus de RNA não-retrovirais foram denominados vírus de RNA integrado não-retroviral ou NIRVs[6][7]

Outros fósseis virais são originários de vírus de DNA, como os hepadnavírus (um grupo que inclui hepatite B).

## Ressurreição
Foram relatadas tentativas bem-sucedidas de "ressuscitar" vírus extintos dos fósseis de DNA